# Димитър Димитров (генерал-майор, р. 1953)
Вижте пояснителната страница за други личности с името Димитър Димитров.
Вижте пояснителната страница за други личности с името Димитър Димитров (генерал).
 Димитър Неделчев Димитров по прякор „Акулата“ е български офицер, генерал-майор.

## Биография
Роден е на 26 март 1953 г. в Балчик. През 1976 г. завършва ВНВУ „Васил Левски“ с разузнавателен профил, а през 1985 г. и Военната академия в София. През 2000 г. завършва генералщабен курс във Военната академия. Бил е паратушист в специалните сили и преминава през всички командни длъжности от командир на взвод до командир на 68-а бригада „Специални сили“. Бил е още командир на Командването на специалните сили. На 3 май 2004 г. е назначен за командир на Командването на силите за специални операции. На 4 май 2005 г. е назначен за командир на Командването на Силите за специални операции и удостоен с висше офицерско звание бригаден генерал. На 25 април 2006 г. е назначен за началник на управление „Съвместна подготовка“ в Генералния щаб на Българската армия, считано от 1 юни 2006 г. Вследствие на преименуването на управление „Съвместна подготовка“ в дирекция „Подготовка на войските и силите“ на 21 април 2008 г. бригаден генерал Димитров е преназначен на длъжността директор, считано от 1 юни 2008 г.
На 1 юли 2009 г. е освободен от длъжността директор на дирекция „Подготовка на войските и силите“, назначен за първи заместник-началник на щаба по подготовката на Сухопътните войски и удостоен с висше офицерско звание генерал-майор. На 12 март 2010 г. е освободен от длъжността първи заместник-началник на щаба по подготовката на Сухопътните войски и назначен за първи заместник-началник на Сухопътните войски. На 30 юли 2010 г. генерал-майор Димитър Димитров е освободен от длъжността първи заместник-началник на Сухопътните войски и от военна служба, считано от 1 септември 2010 г.

## Военни звания
- Лейтенант (1976)
- Бригаден генерал (4 май 2005)
- Генерал-майор (1 юли 2009)